# Blast of Tempest
Blast of Tempest (絶園のテンペスト?, Zetsuen no Tenpesuto) è un manga shōnen scritto da Kyō Shirodaira e disegnato da Arihide Sano e Ren Saizaki, che è stato serializzato sulla rivista Monthly Shōnen Gangan della Square Enix da settembre 2009 a marzo 2013. In Italia i diritti sono stati acquistati dalla Star Comics, che ne ha pubblicato i volumi tra settembre 2014 e giugno 2015. Un adattamento anime, prodotto dallo studio Bones e composto da 24 episodi, è stato trasmesso in Giappone tra il 4 ottobre 2012 e il 28 marzo 2013.
Nel gennaio 2013 la serie è stata omaggiata da Atsushi Ohkubo in uno speciale poster crossover con Soul Eater, in cui appaiono Yoshino Takigawa e Maka Albarn.
Il manga principale è terminato con il capitolo 44 nell'edizione di aprile della rivista Monthly Shonen Gangan della Square Enix anche se Saizaki, Kyo Shirodaira e Arihide Sano hanno dichiarato che continueranno il loro lavoro con una storia spin-off.

## Trama
La storia ruota intorno a Mahiro Fuwa, un adolescente la cui sorella è stata misteriosamente assassinata un anno prima, e il suo amico Yoshino Takigawa. Mahiro viene contattato da Hakaze Kusaribe, la leader del clan Kusaribe che è stata abbandonata su un'isola deserta dai suoi seguaci. Accetta di aiutarla in cambio del suo aiuto per scoprire il colpevole della morte di sua sorella. Dopo aver scoperto le intenzioni del suo amico, Yoshino si unisce a Mahiro nella sua impresa di opporsi al clan Kusaribe, che intende risvegliare l'"Albero di Zetsuen", il cui potere può portare alla rovina il mondo intero.

## Personaggi

### Personaggi principali
Yoshino Takigawa (滝川 吉野?, Takigawa Yoshino)
Doppiato da: Kōki Uchiyama
Migliore amico di Mahiro, incontra quest'ultimo nuovamente dopo vario tempo che non si sono visti mentre esce da scuola. I due iniziano il loro viaggio insieme dopo che Mahiro vede la distruzione portata dall'Albero di Zetsuen nel mondo. Diventa il principale interlocutore di Hakaze e durante lo scontro con Samon è proprio lui a convincere l'amico che il mago abbia torto. Con questa azione Hakaze si innamora di lui e lo cura dopo essere stato ridotto in fin di vita dallo scontro tra i due alberi. Era il ragazzo di Aika, la sorella di Mahiro, ma il fratello non ne era a conoscenza. Anche lui come Mahiro è alla ricerca dell'assassino ma deve tenere nascosti i suoi sentimenti così che nessuno lo scopra. Successivamente, dopo che Hakaze gli si era confessata, rivela la vera identità della sua ragazza e non incolpa Hakaze della sua morte ma bensì l'Albero della Vita. Il suo personaggio è uno dei più complessi, e per comportamenti è possibile associarlo a due personaggi delle opere di Shakespeare: Romeo di Romeo e Giulietta a causa del suo segreto e tragico amore, e a quello di Orazio dell'Amleto, amico di Amleto e suo confidente oltre a unico personaggio che sopravvive fino alla fine.
Mahiro Fuwa (不破 真広?, Fuwa Mahiro)
Doppiato da: Toshiyuki Toyonaga
Diversi anni prima dell'inizio della storia ha perso la sorella, assassinata in casa mentre lui era assente. Inizia il suo viaggio alla ricerca del colpevole e per questo impara ad usare la magia, durante il suo ritorno nella città di origine incontra Yoshino, suo amico d'infanzia e unico vero amico che possieda, con il quale continua il viaggio. Ha con sé una bambolina che ha casualmente trovato e che gli permette di comunicare con Hakaze che gli ha insegnato l'uso della magia in cambio del suo aiuto. Giunto allo scontro con Samon è indeciso sul da farsi ma il suo amico Yoshino gli fa prendere una decisione poco prima che i due vengano quasi uccisi dal risveglio dell'Albero di Zetsuen e dal suo scontro con l'Albero della Genesi. Dopo questi eventi si unisce a Samon ed allena il nuovo mago di Zetsuen. È conscio del fatto che sua sorella avesse un ragazzo ma per buona parte della storia non ne conosce l'identità. Yoshino gli dice che invece lui la conosce ma gliela rivelerà solo al loro prossimo incontro. Il suo comportamento ricorda molto quello del principe Amleto della commedia Amleto di William Shakespeare.
Hakaze Kusaribe (鎖部 葉風?, Kusaribe Hakaze)
Doppiata da: Miyuki Sawashiro
Il capo del clan Kusaribe e Maga della Genesi. Bloccata su un'isola riesce con una bambola ad avere l'aiuto di Mahiro. Dopo l'incontro del ragazzo con Yoshino diventa quest'ultimo il suo principale interlocutore. Il comportamento di Yoshino la porta ad innamorarsi di lui e quando vede l'amato in fin di vita lo salva decidendo di portarlo con sé. Non vuole dichiarare il suo amore per lui per la paura che l'Albero della Genesi possa uccidere l'attuale ragazza di Yoshino ma ad un certo punto decide di farlo ma al posto di una risposta riceve un'altra confessione da parte di Yoshino cioè che anche se avesse voluto non potrebbe mai fare del male alla sua ragazza perché lei era Aika, ed è già morta. Dopo questi eventi decide di agire attivamente per scoprire chi abbia ucciso la ragazza e salvarla. Ad un certo punto torna nel passato dove scopre che Aika era il vero Mago di Zetsuen e dopo averle rivelato parte degli eventi futuri esce sonoramente sconfitta dal loro scontro. Appena risvegliatasi corre a casa di Aika ma la trova già morta, la giovane infatti si era suicidata togliendo la vita anche ai suoi genitori. Il suo personaggio per comportamenti ricorda quello di Prospero il protagonista di La tempesta di William Shakespeare.

### Clan Kusaribe
Samon Kusaribe (鎖部 左門?, Kusaribe Samon)
Doppiato da: Rikiya Koyama
Natsumura Kusaribe (鎖部 夏村?, Kusaribe Natsumura)
Doppiato da: Junichi Suwabe
Tetsuma Kusaribe (鎖部 哲馬?, Kusaribe Tetsuma)
Doppiato da: Hiroyuki Yoshino

### Altri personaggi
Aika Fuwa (不破 愛花?, Fuwa Aika)
Doppiata da: Kana Hanazawa
Evangeline Yamamoto (エヴァンジェリン·山本?, Evanjerin Yamamoto)
Doppiata da: Nana Mizuki
Junichirō Hoshimura (星村 潤一郎?, Hoshimura Junichirō)
Doppiata da: Hirofumi Nojima

## Anime

### Episodi
| Nº | Giapponese 「Kanji」 - Rōmaji                                                                 | In onda          | In onda |
| Nº | Giapponese 「Kanji」 - Rōmaji                                                                 | Giapponese       |         |
| 1  | 「魔法使いは、樽の中」 - Mahōtsukai ha, Taru no Naka                                          | 5 ottobre 2012   |         |
| 2  | 「彼女はとてもきれいだった、と少年は言った」 - Kanojo wa Totemo Kireidatta, to Shōnen wa Itta | 12 ottobre 2012  |         |
| 3  | 「できないことは、魔法にもある」 - Dekinai Koto Wa, Mahō Ni Mo Aru                            | 19 ottobre 2012  |         |
| 4  | 「罰あたり、ふたり」 - Batsu-atari, Futari                                                    | 26 ottobre 2012  |         |
| 5  | 「全てのことには、わけがある」 - Subete no Koto ni wa, Wake ga Aru                            | 2 novembre 2012  |         |
| 6  | 「矛盾する、頭蓋」 - Mujun Suru, Tōgai                                                        | 9 novembre 2012  |         |
| 7  | 「ファースト · キス」 - Fasuto Kisu                                                           | 16 novembre 2012 |         |
| 8  | 「魔女を断つ、時間」 - Majo wo Tatsu, Jikan                                                   | 23 novembre 2012 |         |
| 9  | 「彼氏」 - Kareshi                                                                            | 30 novembre 2012 |         |
| 10 | 「タイムマシンのつくり方」 - Taimu Mashin no Tsukurikata                                      | 7 dicembre 2012  |         |
| 11 | 「時の娘」 - Toki no Musume                                                                   | 14 dicembre 2012 |         |
| 12 | 「しばし天の祝福より遠ざかり･･････」 - Shibashi ten no Shukufuku yori Toozakari......         | 21 dicembre 2012 |         |
| 13 | 「夢の理」 - Yume no Kotowari                                                                 | 11 gennaio 2013  |         |
| 14 | 「あけましておめでとう」 - Akemashite Omedetō                                                 | 18 gennaio 2013  |         |
| 15 | 「何やら企んでいるようであり」 - Naniyara Takurande iru Yōdeari                               | 25 gennaio 2013  |         |
| 16 | 「徘徊する亡霊」 - Haikai suru Bōrei                                                          | 1º febbraio 2013 |         |
| 17 | 「マリンスノー」 - Marinsunō                                                                  | 8 febbraio 2013  |         |
| 18 | 「舞姫」 - Maihime                                                                            | 15 febbraio 2013 |         |
| 19 | 「願ったものは」 - Negatta Mono wa                                                            | 22 febbraio 2013 |         |
| 20 | 「フーダニット （誰がやったか）」 - Fūdanitto (Dare ga Yatta ka)                              | 1º marzo 2013    |         |
| 21 | 「ファム·ファタール （運命の女）」 - Famu Fatāru (Unmei no Onna)                              | 8 marzo 2013     |         |
| 22 | 「不破愛花」 - Fuwa Aika                                                                      | 15 marzo 2013    |         |
| 23 | 「はじまりの戦い」 - Hajimari no Tatakai                                                      | 22 marzo 2013    |         |
| 24 | 「それぞれの物語」 - Sorezore no Monogatari                                                   | 29 marzo 2013    |         |